# 圣欧班-埃皮奈
圣欧班-埃皮奈（法語：Saint-Aubin-Épinay，法語發音：[sɛ̃.t‿obɛ̃ epinɛ]）是法国滨海塞纳省的一个市镇，属于鲁昂区。该市镇于1823年由原市镇圣欧班拉里维耶尔（Saint-Aubin-la-Rivière）和埃皮奈（Épinay）合并而成。

## 地理
圣欧班-埃皮奈（49°25'20"N, 1°10'40"E）面积9.83 平方千米，位于法国诺曼底大区滨海塞纳省，该省份为法国北部沿海省份，其西部及北部濒大西洋英吉利海峡，东起顺时针与索姆省、瓦兹省、厄尔省和卡爾瓦多斯省接壤。
与圣欧班-埃皮奈接壤的市镇（或旧市镇、城区）包括：勒梅尼勒埃纳尔、蒙曼、弗朗克维尔-圣皮埃尔、圣雅克-叙达尔内塔勒、圣莱热迪布尔德尼。

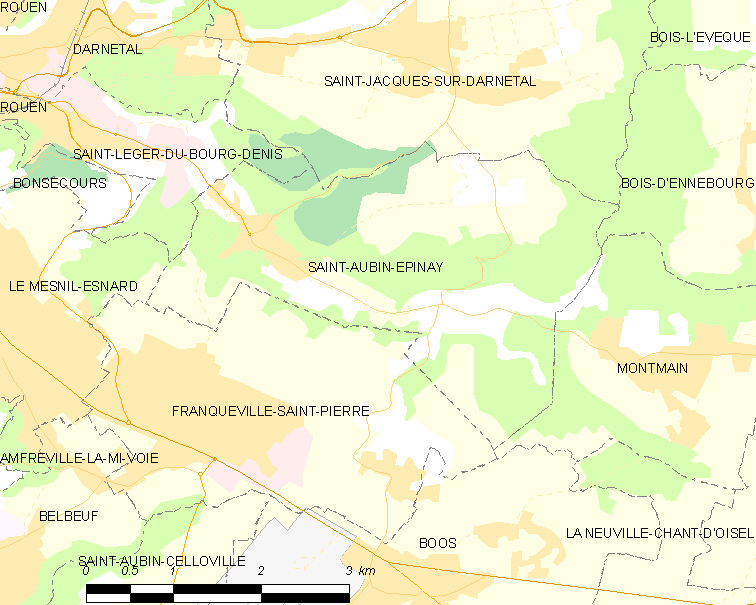
圣欧班-埃皮奈的OSM定位图

圣欧班-埃皮奈的时区为UTC+01:00、UTC+02:00（夏令时）。

## 行政
圣欧班-埃皮奈的邮政编码为76160，INSEE市镇编码为76560。

## 政治
圣欧班-埃皮奈所属的省级选区为达尔内塔勒县。

## 人口

1962-2008年间圣欧班-埃皮奈人口变化图示

圣欧班-埃皮奈于2022年1月1日时的人口数量为1016人。